# Édifice gallo-romain de Suaux
L'édifice gallo-romain de Suaux est un vestige de monument gallo-romaine située sur la commune de Suaux, dans le département de la Charente dans le sud-ouest de la France.

## Localisation
Les vestiges de ce monument gallo-romain se situent près de la voie romaine reliant Saintes à Limoges et Lyon la via Agrippa. Ils se trouvent sur la commune de Suaux, au lieu-dit chez Michaud.

## Architecture
L'édifice gallo-romain de Suaux a été découvert en 1961 et fait depuis l'objet de sondages et de fouilles. Il date des Ier siècle et IIe siècle.
La campagne de 1973 a mis au jour trois nouveaux pilastres au niveau du couloir ce qui en fait dix-neuf, trois nouveaux fûts de colonnes ce qui en fait onze. Un des fûts de colonnes est peint d'un enduit ocre rouge.
De très nombreuses fresques peintes ont été trouvées.
Ce serait une villa gallo-romaine d'une cinquantaine de pièces, communs compris. Un four à chaux a été mis au jour. Ces vestiges d'édifices sont situés au milieu de terrasses et de jardins et l'ensemble occupe un hectare.
Divers objets, monnaie de bronze, fragments de tuiles à rebord, divers vases et poteries, des céramiques métallisées (vases tripodes et urnes). Un vase sigillé signé Butrio provenant de l'atelier de Lezoux a été daté du début du IIe siècle.

## Protection
Les vestiges ont été classés monument historique le 16 août 1973 et l'ensemble est déclaré site archéologique.
Les fouilles ont été arrêtées et les vestiges recouverts.